# 임자 없는 나룻배
《임자 없는 나룻배》(원제: 님자업는 나루배)는 1932년 흑백 35mm 필름으로 제작된 한국의 무성 영화이다. 각본·감독은 이규환(李圭煥)이며, 나운규·문예봉(文藝峰)이 주연을 맡았다. 한국 근대 영화사에서 주목할 만한 수작으로 꼽히며, 권선징악과 해피엔드라는 전형적인 고전 소설적 내용에서 탈피하였다는 평가를 받는다. 이 영화를 한국적 사실주의(리얼리즘)의 시초로 본다.

## 내용
농부 수삼(壽三)이는 극심한 수재로 인하여 농촌을 버리고 서울로 올라와 인력거꾼 노릇을 하고 있다. 그는 입원 중인 병약한 아내의 병원비를 마련하려다가 부득이 도둑질을 하게 되고, 그로 인해 감옥에 간다. 옥에서 풀려 나온 수삼(壽三)은 그 사이에 자기의 아내가 외간 남자와 간통한 사실을 알게 된다. 가슴이 찢어지는 것 같은 고통을 체념으로 바꾼 수삼은 어린 딸을 데리고 귀향하여 나룻터의 뱃사공이 된다. 10년 후, 나룻배가 오가던 강 위에는 철교가 버젓이 가설되었다. 결국 나룻배 사공인 수삼은 일터를 잃고 말았다. 이 무렵 철교 공사를 하던 기사가 딸을 욕보이려 한다. 격노한 수삼은 철교 놓은 기사를 찾아가 피투성이의 격투를 벌인다. 그 사이에 딸은 불타는 집 속에서 고스란히 타죽고, 강가에는 임자없는 나룻배만이 무심히 물결따라 일렁거리고 있었다.

## 같이 보기
- 일제강점기

## 참고 자료
- 이 문서에는 다음커뮤니케이션(현 카카오)에서 GFDL 또는 CC-SA 라이선스로 배포한 글로벌 세계대백과사전의 "임자 없는 나룻배" 항목을 기초로 작성된 글이 포함되어 있습니다.